# Urpmi
urpmi è il sistema testuale di gestione dei pacchetti principale della distribuzione GNU/Linux Mandriva. Si occupa, quindi, di facilitare ricerca, installazione, aggiornamento e rimozione di pacchetti software, risolvendone automaticamente le dipendenze.
Per il suo scopo, il programma necessita di liste di pacchetti, che trova o costruisce dalle sorgenti relative. Queste vengono chiamate "media" e possono essere CD-ROM, DVD, cartelle del computer, siti internet HTTP od FTP (detti repository), ma anche computer di rete.
La configurazione di molti repository per i prodotti Mandriva è facilitata dal servizio internet Easy Urpmi.
Il sistema urpmi comprende al suo interno più programmi per lo svolgimento dei vari compiti: urpmi ('i' dall'inglese "install", ossia "installa") per l'installazione, urpme ('e' dall'inglese "erase", ossia cancella) per la disinstallazione, e così via.
Per l'uso tramite una finestra grafica c'è RPMDrake, programma caratteristico di Mandriva Linux ed incluso nel suo centro di controllo.
Il suo inventore fu Pascal Rigaux (Pixel), che lo sviluppò come esperimento per superare le limitazioni di RPM, e che era, al 2008, responsabile del progetto.
Il programma è scritto nel linguaggio Perl, cosa che rende la sua esecuzione più lenta, rispetto ad altri programmi della categoria.

## Uso
Per l'uso testuale dei comandi di base, basterà dare da una shell i comandi:
| Installazione                                | urpmi <nome_pacchetto>                 |
| Disinstallazione                             | urpme <nome_pacchetto>                 |
| Disinstallazione automatica pacchetti orfani | urpme—auto-orphans                     |
| Ricerca                                      | urpmq <nome_pacchetto>                 |
| Ricerca dei pacchetti che contengono un file | urpmf <file>                           |
| Ricerca conoscendo solo parte del nome       | urpmq—fuzzy <parte_del_nome_pacchetto> |
| Aggiornamento della lista dei pacchetti      | urpmi.update -a                        |
| Aggiornamento del sistema                    | urpmi—auto-select                      |